# Koptski Kairo
Koptski Kairo je del Starega Kaira, ki zajema Babilonsko trdnjavo, Koptski muzej, Visečo cerkev, grško cerkev sv. Jurija in mnoge druge koptske cerkve in zgodovinske znamenitosti. Verjamejo v krščansko tradicijo, da je Sveta družina obiskala to območje in ostala na mestu cerkve svetega Sergeja in Bakha (Abu Serga) . Koptski Kairo je bil trdnjava za krščanstvo v Egiptu do islamske dobe, čeprav je bila večina sedanjih stavb cerkva v Koptskem Kairu zgrajena po muslimanskem osvajanju Egipta v 7. stoletju .

## Zgodovina
Obstajajo dokazi o naselju na območju že v 6. stoletju pred našim štetjem, ko so Perzijci zgradili utrdbo na Nilu, severno od Memfisa. Perzijci so zgradili tudi prekop od Nila pri Fustatu do Rdečega morja. Perzijsko naselje se je imenovalo Babilon, ki spominja na starodavno mesto vzdolž Evfrata in je pridobil pomembnost, medtem ko je bližnje mesto Memfis nazadovalo tako kot Heliopolis. V času Ptolemajcev so bili Babilon in njegovi prebivalci večinoma pozabljeni. 
Tradicionalno velja, da je Sveta družina med begom v Egipt obiskala to območje in iskala zatočišče pred Herodom. Nadalje je razvidno, da se je krščanstvo začelo širiti v Egiptu, ko je sveti Marko prišel v Aleksandrijo in postal prvi patriarh, čeprav je v času vladanja Rimljanov vera ostala v ilegali.  Ker se je lokalno prebivalstvo začelo organizirati v upor, so Rimljani, ki so priznavali strateški pomen regije, prevzeli trdnjavo in jo preselili v bližnjo Babilonsko trdnjavo . Trajan je ponovno odprl prekop do Rdečega morja, kar je prineslo večjo trgovino, čeprav je Egipt ostal v očeh Rima obrobje.
Pod Rimljani so sveti Marko in njegovi nasledniki spreobrnili znaten del prebivalstva od poganskih prepričanj do krščanstva. Ker so krščanske skupnosti v Egiptu rasle, so jih Rimljani pod cesarjem Dioklecijanom okoli leta 300 podredili, preganjanje pa se je nadaljevalo po Milanskem ediktu, ki je razglasil religiozno strpnost. Koptska cerkev se je kasneje ločila od cerkve Rimljanov in Bizantincev. Pod vladavino Arkadija (395-408) so v Starem Kairu zgradili številne cerkve . V prvih letih arabske vladavine so Kopti lahko zgradili več cerkva znotraj starega trdnjavskega območja Starega Kaira.
Sinagoga Ben Ezra je bila ustanovljena leta 1115 v koptskem Kairu, v nekdanji koptski cerkvi, ki je bila zgrajena v 8. stoletju. Kopti so jo morali prodati, da bi zbrali sredstva za plačilo davkov Ibn Tulunu. 
V koptskem Kairu je v 11. stoletju gostil sedež koptskega pravoslavnega papeža iz Aleksandrije, ki je zgodovinsko v Aleksandriji. Ker so se med mandatom papeža Kristodola, po arabski invaziji na Egipt, vladajoče sile preselile iz Aleksandrije v Kairo, je Kairo postal stalna in uradna rezidenca koptskega papeža v Viseči cerkvi v koptskem Kairu leta 1047.
Koptski muzej je bil ustanovljen leta 1910. V njem so najpomembnejši primeri koptske umetnosti. 

## Cerkve
Predislamski Babilon je do danes pretežno krščansko območje , v katerem so številne zgodovinsko pomembne cerkve:
- Cerkev svete Marije (Haret Elroum); od 1660 do 1800 je bila cerkev sedež koptskega pravoslavnega papeža iz Aleksandrije. Leta 1660 je papež Matejev IV. iz Aleksandrije prenesel sedež iz cerkve Device Marije v cerkev svete Marije (Haret Zuweila) [11], kjer je ostal do leta 1800, ko je papež Mark VIII. prenesel patriarhalni sedež v koptsko krščansko stolnico Azbakeya
- Cerkev svetega Merkurija je koptska pravoslavna cerkev, ki leži severno od Babilonske trdnjave v Starem Kairu med skupino pomembnih cerkva in znotraj območja, imenovanega Abu Sayfayn, kjer najdemo tri cerkve in samostan. Ena od teh cerkva, posvečena svetemu Merkuriju in je največja v okrožju starodavnega Babilona. [12] Cerkev se imenuje po sv. Filopatru Merkuriju, ki je znan kot Abu Sayfayn ('dvojni meč').
- Cerkev svetega Sergeja in Bakha znana tudi pod imenom Abu Serga, je v koptskem Kairu ena najstarejših koptskih cerkva v Egiptu iz 4. stoletja. Zgrajena naj bi bila na kraju, kjer je na koncu svojega bega v Egipt počivala Sveto družina, Jožef, Marija in dojenček Jezus Kristus. Morda so tu živeli, medtem ko je Joseph delal v trdnjavi.
- Cerkev svete Marije ("El Muallaqa" ali  'Viseča cerkev') je ena najstarejših cerkev v Egiptu in zgodovina cerkve na tej lokaciji izvira iz 3. stoletja. [13]
- Cerkev svete Device (Babylon El-Darag) je bila od 11. do 15. stoletja zasedena od več koptskih patriarhov, od katerih je bilo sedem pokopanih v cerkvi. Papež Zaharija je bil eden izmed njih. Papež Kiril VI. iz Aleksandrije je maševal v cerkvi, preden je prevzel mesto papež. [14] Po tradiciji je bila cerkev med begom v Egipt mesto počitka Svete družine in kraj, od koder je Peter poslal svoje pismo (1 Peter 5:13).V cerkvi so tudi ostanki svetnikov Demiane in Simonja Tanerja.
- Cerkev svete Barbare; stavba je na vzhodnem delu babilonske trdnjave in je ena najstarejših stavb v Kairu, ki segajo v 5. ali 6. stoletje [15]. Vendar pa je bila, tako kot številne druge stavbe koptske arhitekture, večkrat obnovljena, predvsem do konca 11. stoletja. [16]
- Cerkev svetega Menasa je ena najstarejših koptskih cerkva v Egiptu iz dvajsetega stoletja. [17] Skupaj z Unescovo svetovno dediščino Abu Mena je eden najboljših priznanih arhitekturnih elementov. Ker je bila ustanovljena v 6. stoletju, je tudi ena najstarejših cerkev v Egiptu. V 8. stoletju naj bi bila cerkev uničena med vladavino kalifa Hisham Ibn Abdel Malik Ibn Marwana in kmalu zatem obnovljena. Leta 1164 je bila cerkev ponovno obnovljena.
- Samostan in cerkev svetega Jurija (Kairo)
- samostan in cerkev svetega Jurija (grški pravoslavni)